# アンカット・ダイヤモンド
『アンカット・ダイヤモンド』(Uncut Gems)は、2019年のアメリカ合衆国の犯罪映画。監督はベニー・サフディとジョシュ・サフディ。主演はアダム・サンドラー。共演はラキース・スタンフィールド、ジュリア・フォックス、ケビン・ガーネット、イディナ・メンゼル、エリック・ボゴシアンら。

## あらすじ
ニューヨークで有名な宝石商のハワード・ラトナーはギャンブル中毒により借金を抱えていた。借金はハワードの義兄のアルノにまで及んでおり、ハワードはアルノの用心棒から常に監視されている状況だった。ある日、ハワードはエチオピアで採掘されたブラック・オパールを手に入れた。そのオパールはNBAのスター選手ケビン・ガーネットの興味を引き、ハワードはオパールの取引をすることになった。この取引で一攫千金を狙うハワードは、あらゆる面でリスクの高い賭けに挑むことになる。

## キャスト
※括弧内は日本語吹替。
- ハワード・ラトナー - アダム・サンドラー（森川智之）
- デマニー - ラキース・スタンフィールド（赤坂柾之）
- ジュリア - ジュリア・フォックス（英語版）（高宮彩織）
- ケビン・ガーネット - 本人（杉村憲司）
- ダイナ・ラトナー - イディナ・メンゼル（藤貴子）
- アルノ・モレイディアンス - エリック・ボゴシアン（浦山迅）
- グーイ - ジャド・ハーシュ
- フィル - キース・ウィリアムズ・リチャーズ（志村知幸）
- レクサス - ポム・クレメンティエフ
- カット - パロマ・エルセッサー（森谷彩子）
- アンソニー - マイク・フランチェスカ
- エディ - ジョナサン・アランバエヴ
- マーセル - ノア・フィッシャー
- ザ・ウィークエンド - 本人

## 製作
2016年5月、ベニー・サフディとジョシュ・サフディがロナルド・ブロンステインと共同で執筆した脚本から新作を監督することが発表された。本作は、エマ・ティリンジャー・コスコフとマーティン・スコセッシがプロデュースし、エララ・ピクチャーズとRTフィーチャーズが製作した。2017年5月、ジョナ・ヒルがキャストに加わった。また、セバスチャン・ベアー＝マクラード、イーライ・ブッシュ、スコット・ルーディンがプロデューサーに加わり、A24が配給することが決定した。
2018年4月、降板したヒルの後任として、アダム・サンドラーがキャストに加わった。サンドラーは当初の主演として想定されていて、2009年にサフディ兄弟が映画の製作を開始した時にオファーを受けていたが、サンドラーは役を断っていた。2018年8月、エリック・ボゴシアンとジャド・ハーシュがキャストに加わった。2018年9月、ラキース・スタンフィールドとイディナ・メンゼルがキャストに加わり、Netflixが本作の国際配給権を獲得した。2018年10月、ザ・ウィークエンド、トリニダード・ジェームズ、ポム・クレメンティエフがキャストに加わった。2018年11月、ケビン・ガーネットがキャストに加わった。

### 撮影
主要な撮影は、ニューヨーク市で2018年9月に始まり、2018年11月15日に終了した。

## 公開
本作は、2019年8月30日のテルライド映画祭で世界初上映された。また、2019年9月9日の第44回トロント国際映画祭でも上映され、その後、2019年12月13日に限定公開され、2019年12月25日に拡大公開された。アメリカ・カナダ以外ではNetflixにより2020年1月31日に公開予定である。

## 評価
本作は批評家から絶賛されている。Rotten Tomatoesでは292個の批評家レビューのうち92%が支持評価を下し、平均評価は10点中8.38点となった。サイトの批評家の見解は「『Uncut Gems』は、サフディ兄弟が不安を誘発する映画の巨匠であることを再確認させ、アダム・サンドラーが適切な題材を与えられた時に、恐ろしく劇的な俳優になることを証明した。」となっている。MetacriticのMetascoreは56個の批評家レビューに基づき、加重平均値は100点中90点となった。サイトは本作の評価を「世界的な絶賛」と示している。